# MDK (jeu vidéo)
Pour les articles homonymes, voir MDK.
MDK (pour Murder, Death Kill ou suivant les versions Max, Doc, Kurt ou encore, d'après le fichier « lisez-moi » fourni avec le jeu Migration De Kiwi) est un jeu de tir à la troisième personne produit par David Perry président de Shiny Entertainment, co-distribué par PIE Playmates Interactive Entertainment et par Interplay Entertainment, sorti en avril 1997 sur PC et en novembre 1998 sur Playstation. En 2001, MDK a été ré-édité par Media Pocket.

## Présentation
En avril 1997 sort sur PC un jeu de tir à la troisième personne en trois dimensions au titre énigmatique : MDK. Là où la plupart des jeux 3D de l'époque tente de tirer parti des cartes accélératrices en utilisant la bibliothèque Glide ou OpenGL, MDK n'utilise qu'un mode de rendu logiciel. Tous les décors ainsi que les ennemis sont en 3D, alors que le personnage principal, Kurt, est en 2D : c'est un sprite particulièrement bien animé et détaillé. 
Les graphismes sont jugés impressionnants par la presse spécialisée, avec une grande fluidité combinée à des textures et des modèles fins permettant de zoomer sur le visage d'un monstre distant de plus de deux cents mètres.
Des versions accélérées DirectX, Glide ou PowerVR sont sorties par la suite .

## Histoire
L'histoire du jeu commence en 1996 lorsque l'inventeur / scientifique Dr. Fluke Hawkins pense avoir fait une découverte révolutionnaire : un phénomène spatial extérieur qu'il appelle «Flange Orbits». Cependant, quand il s'approche de la communauté scientifique avec sa découverte, il est ridiculisé. Déterminé à prouver à ses collègues qu'il a raison, Hawkins construit une station spatiale, le Jim Dandy, et réussit à convaincre son concierge de laboratoire, Kurt Hectic, de l'accompagner, au moyen d'un goulash hongrois. Il lance alors la station en orbite, projetant que la mission durera cinq jours. Cependant, au bout d'une semaine, Hawkins réalise que les "Flange orbits" n'existent pas réellement, mais plutôt que de revenir honteux sur terre, il décide de rester sur le Dandy pour essayer de découvrir quelque chose. Kurt est extrêmement mécontent de ce développement, mais une fois qu'Hawkins lui montre comment programmer le magnétoscope, il se calme.
Un an plus tard, toujours sans découverte, Hawkins commence à travailler à la construction d'un chien robotique génétiquement modifié, qu'il envisage d'appeler «Bones». Après un an, Bones est pleinement opérationnel, bien que Bones et Kurt préfèrent le nom Max. Malgré ses quatre bras et deux jambes, et étant plein d'énergie, Max est quelque peu réticent à aider Hawkins avec les corvées sur le Dandy, se montrant plus intéressé à s'occuper de son potager.
Une autre année passe sans découverte jusqu'à ce que Hawkins remarque des flux d'énergie se déplaçant à travers le système solaire vers la Terre. Il envoie un avertissement vers la terre ,avec quelques-uns des oranges de Max, mais est ignoré. En arrivant sur Terre, les flux libèrent de gigantesques «Minecrawlers», des véhicules de la taille d'une ville conçus pour dépouiller les ressources naturelles de la planète, Hawkins décide de prendre des mesures pour sauver la planète. La seule façon de vaincre les extraterrestres est d'utiliser le " Coil Suit", combinaison nouvellement inventée. Kurt est le seul qui peut le porter, et, devient ainsi le héros malgré lui.
En tant que tel, Kurt se voit confier la Mission Délivrer la Bonté ("Mission: Deliver Kindness) : entrer dans les Minecrawlers d'en haut, et les détruire de l’intérieur, en trouvant le pilote, qu'il tue ensuite, avant d'être extrait de nouveau vers le Jim Dandy . Kurt se fraie un chemin dans un certain nombre de Minecrawlers, les détruisant un par un, jusqu'à ce qu'il atteigne le Crawler piloté par Gunter Glut, chef de l'invasion des extraterrestres. Kurt détruit le Minecrawler final, mais Glut capture Max, et s'échappe dans un courant d'énergie menant à son navire de base. Kurt donne chasse et libère Max, convainc Glut de le manger. puis tue Glut en l'explosant de l'intérieur. Les deux alors s'échappent et détruisent le navire de Glut. La séquence finale est un mélange monochrome d'un clip musical français ("Non Non Rien N'a Changé" de Billy Ze Kick) et des extraits de la vidéo promotionnelle MDK.

## Développement
Selon Nick Bruty (l'un des créateurs du jeu), deux niveaux supplémentaires étaient originellement prévus, mais n'ont pas été créés par manque de temps. L'un devait se dérouler dans un environnement aux allures marécageuses, l'autre sur une cité mobile d'un ancien modèle, tombant en ruine et perdant des pièces.

## Postérité
En 2018, la rédaction du site Den of Geek mentionne le jeu en 38e position d'un top 60 des jeux PlayStation sous-estimés : « Sur PS1, le jeu n'a pas vraiment quitté les starting-blocks. C'est regrettable car, quoique court, MDK était un excellent jeu de tir à la troisième personne, bourré d'humour et de fonctionnalités uniques pour l'époque. »

### Suites et portages
Un portage de MDK sur PlayStation est rapidement assuré par Neversoft et sort lors du troisième trimestre 1997.
En juin 2000 une suite à MDK est réalisée : MDK 2, développée par BioWare Corp, éditée sur PC par Digital Mayhem et distribuée par Interplay. Il est porté peu après sur Dreamcast et PlayStation 2. Une nouvelle version sort sur PlayStation 2 le 22 juin 2001 sous le titre MDK 2: Armageddon ; son unique nouveauté tient en la possibilité de choisir la difficulté de jeu ainsi que les fins alternatives
MDK version Mac OS était livré dans la suite logicielle des premiers iMac 233 en octobre 1998.
Il était aussi livré dans la suite logicielle avec certains Packard bell, vendu cette même année.